# Март Куузік
Март Куузік (9 грудня 1877 — 24 серпня 1965) — естонський академічний веслувальник.
Бронзовий призер Олімпійських Ігор 1912 року в одиночці.